# Omega (Alyson Avenue)
Omega è il secondo album in studio del gruppo rock svedese Alyson Avenue, pubblicato nel 2004.

## Tracce
1. When Dreams Fall Apart – 4:54
2. Tonight Is All You Get – 3:54
3. Perfect Love – 4:04
4. One Life One Show – 4:24
5. Do You Ever Miss My Passion – 4:25
6. Echoes of My Heart – 5:24
7. I Still Believe – 4:26
8. I Have Been Waiting – 4:52
9. Can I Be Wrong – 3:40
10. Whenever You Need Someone – 4:49

## Formazione
- Anette Olzon - voce
- Niclas Olsson - tastiere
- Jarmo Piiroinen - chitarre
- Thomas Löyskä - basso
- Roger Landin - batteria